# 白沙黄檀
白沙黄檀（学名：Dalbergia peishaensis），为豆科黄檀属下的一个植物种。